# 肖兵
肖兵（1962年6月—），江西省泰和县人，中华人民共和国政治人物。

## 生平
1962年6月，肖兵出生在江西省泰和县。1979年，肖兵考入江西农业大学农学系植保专业，1983年毕业后分配至吉安地区良种场成为一名干部。1985年7月，肖兵被调入中共吉安地委农工部工作，期间于1986年7月加入中国共产党，1989年7月调入中共吉安地委政研室工作。1995年5月，肖兵成为中共吉安地委办公室正科级秘书，次年2月升任秘书科科长。1996年7月，肖兵调任吉安地区农办副主任。2000年11月，肖兵转任吉安市人大副秘书长。
2002年11月，肖兵调至万安县，出任中共万安县委副书记。
2008年8月，肖兵出任中共吉安市青原区委副书记、代区长，次年1月正式出任区长。
2012年7月，肖兵晋升中共永新县委书记，2020年10月12日卸任，由孙劲涛接任。
2022年8月，肖兵退休。

### 落马
2024年5月30日，肖兵涉嫌严重违纪违法，主动向组织交代问题，接受江西省纪委监委纪律审查和监察调查。